# Jeff Chychrun
Jeff Chychrun (* 3. Mai 1966 in LaSalle, Québec) ist ein ehemaliger kanadischer Eishockeyspieler. Der Verteidiger bestritt zwischen 1986 und 1994 unter anderem 281 Spiele für die Philadelphia Flyers, Los Angeles Kings, Pittsburgh Penguins und Edmonton Oilers in der National Hockey League. Dabei gewann er mit den Penguins in den Playoffs 1992 den Stanley Cup.

## Karriere
Jeff Chychrun lief in seiner Jugend für die Kingston Canadians in der Ontario Hockey League (OHL) auf und wurde dort 1986 ins Third All-Star Team der Liga gewählt. Bereits im NHL Entry Draft 1984 hatten ihn die Philadelphia Flyers an 37. Position ausgewählt, in deren Organisation er schließlich zum Ende der Spielzeit 1985/86 wechselte. Vorerst wurde er hauptsächlich beim Farmteam der Flyers, den Hershey Bears, in der American Hockey League (AHL) eingesetzt und gewann mit der Mannschaft dort 1988 die Playoffs um den Calder Cup. Mit Beginn der Saison 1988/89 etablierte sich der Verteidiger in Philadelphias Aufgebot und kam fortan regelmäßig in der National Hockey League (NHL) zum Einsatz, wobei er hauptsächlich auf die Defensive fokussiert war und durch physisches Spiel bestach. Am Ende seiner ersten NHL-Spielzeit erreichte er mit den Flyers das Conference-Finale in den Playoffs 1989, scheiterte dort jedoch an den Canadiens de Montréal und sollte im Verlauf seiner Karriere kein weiteres Playoff-Spiel mehr bestreiten.
Nach etwas mehr als fünf Jahren bei den Flyers wurde Chychrun im Mai 1991 samt Jari Kurri an die Los Angeles Kings abgegeben, die im Gegenzug Steve Duchesne, Steve Kasper und ein Viertrunden-Wahlrecht für den NHL Entry Draft 1991 nach Philadelphia schickten. In Los Angeles war er nur eine knappe halbe Saison aktiv, bevor ihn die Kings im Februar 1992 mit Brian Benning und einem Erstrunden-Wahlrecht im NHL Entry Draft 1992 zu den Pittsburgh Penguins transferierten und dafür Paul Coffey erhielten. Die Penguins gewannen in den anschließenden Playoffs 1992 ihren zweiten Stanley Cup in Folge, wobei Chychrun zwar nicht zum Einsatz kam, nach seinen 17 absolvierten Partien in der regulären Saison aber dennoch auf der Trophäe verewigt wurde.
Im November 1992 kehrte der Kanadier im Tausch für Peter Ahola zu den Los Angeles Kings zurück, ehe er nach einem Jahr und ohne weitere Gegenleistung im November 1993 an die Edmonton Oilers abgegeben wurde. Dort war er hauptsächlich für das AHL-Farmteam aktiv, die Cape Breton Oilers, und beendete am Ende der Saison 1993/94 seine aktive Karriere. Insgesamt hatte der Abwehrspieler in der NHL 281 Spiele absolviert und dabei 27 Scorerpunkte sowie 807 Strafminuten verzeichnet.

## Erfolge und Auszeichnungen
- 1986 OHL Third All-Star Team
- 1988 Calder-Cup-Gewinn mit den Hershey Bears
- 1992 Stanley-Cup-Gewinn mit den Pittsburgh Penguins

## Karrierestatistik
(Legende zur Spielerstatistik: Sp oder GP = absolvierte Spiele; T oder G = erzielte Tore; V oder A = erzielte Assists; Pkt oder Pts = erzielte Scorerpunkte; SM oder PIM = erhaltene Strafminuten; +/− = Plus/Minus-Bilanz; PP = erzielte Überzahltore; SH = erzielte Unterzahltore; GW = erzielte Siegtore; 1 Play-downs/Relegation; Kursiv: Statistik nicht vollständig)

## Persönliches
Sein Sohn Jakob Chychrun ist ebenfalls Eishockeyspieler und läuft seit der Saison 2016/17 in der NHL auf.